# Phyllonorycter parisiella
Phyllonorycter parisiella är en fjärilsart som först beskrevs av Maximilian Ferdinand Wocke 1848.  Phyllonorycter parisiella ingår i släktet guldmalar, och familjen styltmalar.
Artens utbredningsområde är:
- Österrike.
- Tjeckien.
- Slovakien.
- Frankrike.
- Grekland.
- Ungern.
- Italien.
- Rumänien.
- Schweiz.

Inga underarter finns listade i Catalogue of Life.